# کاتساپون
کاتساپون (به صربی: Kacapun) یک منطقهٔ مسکونی در صربستان است که در ولادیچین خان واقع شده‌است. کاتساپون ۷۴ نفر جمعیت دارد.